# 371 (číslo)
Tři sta sedmdesát jedna je přirozené číslo, které následuje po čísle tři sta sedmdesát a předchází číslu tři sta sedmdesát dva. Římskými číslicemi se zapisuje CCCLXXI a řeckými číslicemi τοα.

## Matematika
371 je:
- Deficientní číslo
- Nešťastné číslo
- Součet tří (113 + 127 + 131) a sedmi po sobě jdoucích prvočísel (41 + 43 + 47 + 53 + 59 + 61 + 67)
- Součet třetích mocnin čísel vyjádřených číslicemi tohoto čísla (33 + 73 + 13 = 371)

## Astronomie
- (371) Bohemia je planetka hlavního pásu, kterou objevil v roce 1893 Auguste Charlois

## Doprava
- Silnice II/371 je česká silnice II. třídy vedoucí na trase I/35 – Městečko Trnávka – Jaroměřice – Jevíčko[1]

## Ostatní
- +371 je mezinárodní telefonní předvolba Lotyšska

## Roky
- 371
- 371 př. n. l.